# Furfur

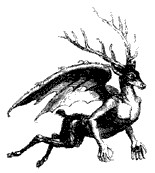
Descrição de Furfur do Dictionnaire Infernal de Collin de Plancy.

Na demonologia, Furfur (também pronunciado como Furtur) é o Poderoso Grande Conde do inferno e tem vinte e seis legiões de demônios sob seu comando. Ele é um mentiroso, a não ser que seja obrigado a entrar num triângulo mágico onde ele somente dá respostas verdadeiras para cada pergunta, falando com uma voz grossa.
Furfur pode causar amor entre um homem e uma mulher, cria tempestades, trovões, raios e explosões, e ensina sobre coisas secretas e divinas. Ele é retratado como um veado ou veado alado, e também como um anjo. Para alguns autores, ele muda de veado para anjo quando obrigado a entrar no triângulo mágico.
"Furfur" ou "furfures", em latim significa "farelo". No entanto, parece mais provável que o nome é uma corrupção de "Furcifer" a palavra latina para canalha (patife, ordinário).

## Traços adicionais
- Posição no Zodiaco: 0º - 10º de Peixes
- Outubro dia 13-22
- Carta de Tarô: Oito de Copas
- Planeta: Marte
- Elemento: Água
- Metal: Ferro
- Posição: Conde